# Манаси Прадхан
Манаси Прадхан (ория ମାନସୀ ପ୍ରଧାନ, англ. Manasi Pradhan, род. 4 октября 1962 года) — индийская активистка и писательница, борющаяся за права женщин. Является основателем национальной кампании «Честь для женщин», общенационального движения за прекращение насилия в отношении женщин в Индии, а также организаций Нирбхая Вахини, Нирбхая Самарох и OYSS Женщины.

## Детство и образование
Прадхан родилась в бедной семье в отдаленной деревне Аятапур в блоке Банапур округа Кхурда штата Одиша. Она была старшей из двух дочерей и сына, родившихся у Хемалаты Прадхан (Hemalata Pradhan) и Годабариша Прадхана (Godabarish Pradhan). Ее отец был фермером, а мать — домохозяйкой.
В то время в большинстве сельских районов Банапура женское образование считалось серьезным табу. Девочкам редко разрешалось посещать старшую школу. После того, как она окончила среднюю школу в своей деревне, на Манаси стали давить, чтобы она отказалась от дальнейшего образования. Кроме того, поблизости не было ни одной старшей школы. Чтобы посещать единственную старшую школу в своём районе, Манаси ежедневно проходила 15 км по холмистой местности и болотам. Она была первой девушкой, сдавшей экзамены за старшую школу в своей деревне.
После окончания школы Патитапабан в Гамбхаримунде семья Прадхан переехала в Пури, где она получила высшее образование. Вскоре после сдачи промежуточного экзамена ей пришлось пойти работать, чтобы оплачивать семейные нужды и учебу. Она получила степень бакалавра по экономике в Государственном женском колледже (англ. Government Women's College) в Пури и степень магистра по литературе Одиа в Уткальском университете. Она также получила степень бакалавра права в юридическом колледже Пури.

## Карьера
Прадхан некоторое время работала в финансовом департаменте правительства штата Одиша и в Андхра-банке, но оставила обе должности своей мечты. В октябре 1983 года она открыла собственное типографское дело и издавала литературный журнал. За несколько лет бизнес вырос, поставив её в один ряд с немногими успешными женщинами-предпринимателями своего времени.
Прадхан работала в составе Центрального совета по сертификации фильмов (Совет цензоров) Индии и Комитета по расследованиям Национальной комиссии по делам женщин.

## Общественная деятельность
В 1987 году Прадхан основала организацию «OYSS Женщины». Первоначальным мотивом было помочь студенткам получить высшее образование и подготовить их как будущих лидеров в обществе. Организация проводит семинары по лидерству, образовательные и профессиональные учебные лагеря, лагеря по повышению правовой грамотности и самообороне для молодых женщин.
В ноябре 2009 года Прадхан создала национальную кампанию «Честь для женщин» как общенациональное движение за прекращение насилия в отношении женщин в Индии. Движение сыграло важную роль в мобилизации нации против сексуальных преступлений в отношении женщин. Кампания использует стенды по правам женщин, проводит фестивали по правам женщин, издаёт литературу о правах женщин, организует аудиовизуальные экспозиции, проводит уличные представления для повышения осведомленности о правовых и институциональных положениях по борьбе с жестокостями в отношении женщин. Кампания также оказывает давление на государство, мобилизуя общественное мнение за меры по сдерживанию насилия в отношении женщин.

## Хартия из четырех пунктов
В 2014 году движение под руководством Прадхан опубликовало «Хартию из четырёх пунктов» для правительств всех штатов Индии. В том же году им была создана организация «Нирбхая Вахини», в которую вошли чем 10 000 добровольцев, для мобилизации общественного мнения и участия в кампании по реализации хартии. Главным документом организации «Нирбхая Вахини» была провозглашена «Национальная дорожная карта прекращения насилия в отношении женщин» (англ. Ending Violence against Women: A National Roadmap), представляющая собой «Хартию из четырех пунктов» (англ. Four-Point Charter):
1. Полный запрет на торговлю спиртными напитками
2. Обучение женщин самообороне
3. Создание специальных силы охраны безопасности женщин в каждом районе
4. Ускоренный суд и специальные следственные и прокурорские подразделения по правам женщин в каждом округе[29][30].

## Признание
В 2011 году вместе с главой организации «Сестры — миссионерки любви» Марией Премой Пьерик она стала обладательницей премии «Выдающиеся женщины». В 2014 году президент Индии наградил ее гражданским орденом Стри Шакти Пураскар.
История жизни Манаси Прадхан была адаптирована в качестве документальных фильмов в Соединенных Штатах и Израиле.
Прадхан часто упоминается международными изданиями и организациями. В 2016 году нью-йоркская газета Bustle назвала ее одной из 20 самых вдохновляющих авторов и активистов-феминисток. В 2017 году базирующаяся в Лос-Анджелесе компания Welker Media Inc. назвала ее одной из 12 самых влиятельных феминисток, выступающих за перемены. В 2018 году Дискуссионное общество Оксфордского университета пригласило её выступить.

## Литературные произведения
Манаси Прадхан — известная писательница и поэтэсса. Её книга Urmi-O-Uchchwas (ISBN 81-87833-00-9) была переведен на восемь языков.